# Burt Todd
Burt Kerr Todd (né en mai 1924 à Pittsburgh; fils d'un industriel et banquier de cette ville, et décédé en avril 2006 à l'âge de 81 ans) était un citoyen américain qui s'était targué d'avoir été le premier Américain à avoir visité le royaume du Bhoutan, en 1951, à la suite d'une invitation de l'une de ses condisciples à l'université d'Oxford, qui allait devenir l'épouse du souverain de ce pays. Il se peut en fait que son épouse, Frances "Susie" Hays Todd, qui l'accompagnait lors de leur voyage de noces, ait véritablement été la première Américaine à visiter le Bhoutan. Son récit de leur périple pour atteindre, depuis l'Inde, le Bhoutan, a été publié, en décembre 1952, par le mensuel National Geographic. 
Burt Todd est à l'origine d'un programme d'émissions philatéliques régulières, débuté en 1962, qui, de par l'originalité des supports (soie, acier, plastique, or, etc.), allaient contribuer à populariser mondialement ce royaume et aider à le doter d'infrastructures modernes (des routes, une centrale électrique, etc., et sa première salle de cinéma). La toute première émission de timbres postaux du royaume remontait à 1954 mais les timbres conçus par Burt Todd allaient populariser le pays au-delà des cercles philatélistes. Son initiative a été poursuivie par l'une de ses deux filles, Frances Todd Stewart, qui, en 2008, à l'occasion du couronnement de Jigme Khesar Namgyel Wangchuck, cinquième monarque de la dynastie dont cette année marquera le centenaire, a conçu un CD-ROM doté d'une valeur faciale et ayant cours dans les postes du pays, lequel contiendra notamment des fichiers vidéo.
Burt Todd était considéré comme une sorte d'aventurier des temps modernes et il s'était même auto-proclamé souverain d'un état consistant en un récif de corail au large des îles Tonga (selon ses dires, une expédition maritime aurait rétabli la souveraineté du royaume de Tonga sur cet îlot inhabité, mais l'anecdote n'a jamais été corroborée). 
Il a aussi introduit la production de rhum aux îles Fiji et le conditionnement d'algues marines à Singapour. L'une de ses nombreuses entreprises consista à persuader les marajas indiens de vendre leurs Rolls-Royce, souvent aménagées spécialement selon leur desiderata, à des collectionneurs.